# JQ1
Le « JQ1 », nommé en l’honneur du chimiste Jun Qi, est un composé pharmaceutique expérimental du James Bradner Laboratory (Dana–Farber Cancer Institute (en), Longwood Medical and Academic Area, Boston), qui pourrait être utilisé comme contraceptif oral masculin.